# Halle Janemar
Harald "Halle" Janemar, född 4 maj 1920 i Vendels församling, Uppsala län, död 14 februari 2017 i Uppsala, var en svensk tävlingscyklist och skridskoåkare. Han var bror till Bengt Janemar.
Janemar, som var son till snickaren Karl Albert Jansson i Hamra och Signe Maria Persson, blev på cykel svensk juniormästare 1938 och svensk mästare på 50 km 1944. Han vann även två lag-SM (5 mil 1945, 25 mil 1946) och ett stafett-SM (1946), två gånger varit med om att hemföra lagsegern i nordiska mästerskapet 1946 samt deltagit i två landskamper. I Zürich 1946 blev han VM-trea i amatörernas förföljelselopp på bana (jämte Gunnar Skölds seger 1921 den enda VM-placering svensk cykelsport dittills uppnått). Han vann även bland annat Skandisloppet och i Stockholms Grand Prix 1944.
På skridsko vann Janemar 500 meter i EM 1947 och samma sträcka i det inofficiella världsmästerskapet i Oslo 1946. Svenska mästerskap erövrade han 1945 och 1947 på 500 meter och 1945 på 1 500 meter samt 1944–1946 och 48 stafett-SM i IF Thors lag. Han representerade Sverige vid Olympiska vinterspelen 1948, där han blev elfte man på 500 meter. Han var senare verksam som cykel- och sporthandlare i Uppsala.